# Petr III. Jelito
Petr III., též Petr z Brna zvaný Jelito (Gelito, německy Wurst) se narodil kolem roku 1330 ve vesnici Třešňovec u Lanškrouna. Vystřídal postupně úřady papežského auditora, a biskupské stolce v Churu (1356–1368), Litomyšli (1368–1371), Magdeburku (1372–1381) a Olomouci (1381–1387).

## Život a činnost
Petr pocházel ze selské či nižší šlechtické rodiny, údajně vlastnící pozemky ve tvaru jelita. Vyrůstal v Uhrách. Studoval na univerzitách v Praze, v Bologni, v Perugii a v Římě, kde získal doktorát práv. Ovládal slovem i písmem pět jazyků.
Dne 10. června 1356 jej papež Inocenc VI. jmenoval biskupem churské diecéze.
V letech 1352–1355 působil při papežské kurii jako auditor causarum papeže Inocence VI. a jako kancléř a hofmistr rakouského vévody Albrechta II. a užského probošta v Uhrách. Často pobýval v blízkosti Karla IV., při jehož soudním dvoře působil. Na Karlovu přímluvu při jeho císařské korunovaci v Římě 5. dubna 1355 byl patrně patrně papežem vybrán za kandidáta na biskupský stolec v Churu a tam roku 1356 do úřadu zvolen a potvrzen. Od roku 1368 byl biskupem v Litomyšli.
V roce 1371 založil a na vlastní náklad dal vybudovat klášter bratří kanovníků svatého Augustina s kostelem svatého Mikuláše a svaté Kateřiny v Lanškrouně a dal mu připsat pozemky s vesnicí Nezamyslice. Na přímluvu Karla IV. došlo k dalším změnám v obsazení biskupských stolců a Petr se stal roku 1371 arcibiskupem v Magdeburgu, kde působil deset let.
28. dubna roku 1381 byl papežem Urbanem VI. přeložen jako biskup do Olomouce. Tam ho čekaly spory s kapitulou i s pražským biskupem.
Zemřel 12. února 1387 v Olomouci. Byl pohřben do gotické krypty Katedrály sv. Václava v Olomouci, kterou dal kardinál František z Ditrichštejna při pozdějších úpravách zasypat a zazdít, dosud nebyla archeologicky prozkoumána.

## Erb
V erbovním štítku měl přední polovinu kráčejícího osla, který je v heraldické kurtoazii pro své dlouhé uši symbolem pozorného naslouchání, což odkazuje k Petrově první funkci auditora a soudce. Na jeho pečeti Churského biskupa je osel vyobrazen neobvykle ve skoku jako kůň nebo jelen. Na ostatních biskupských pečetích a na pečeti klášterní fundace v Lanškrouně je erbovní znamení zmenšené na oslí hlavu a krk.. Osel je zde vždy hlavou obrácen heraldicky doprava, to je z pohledu pozorovatele doleva.